# Koningsdag 2017

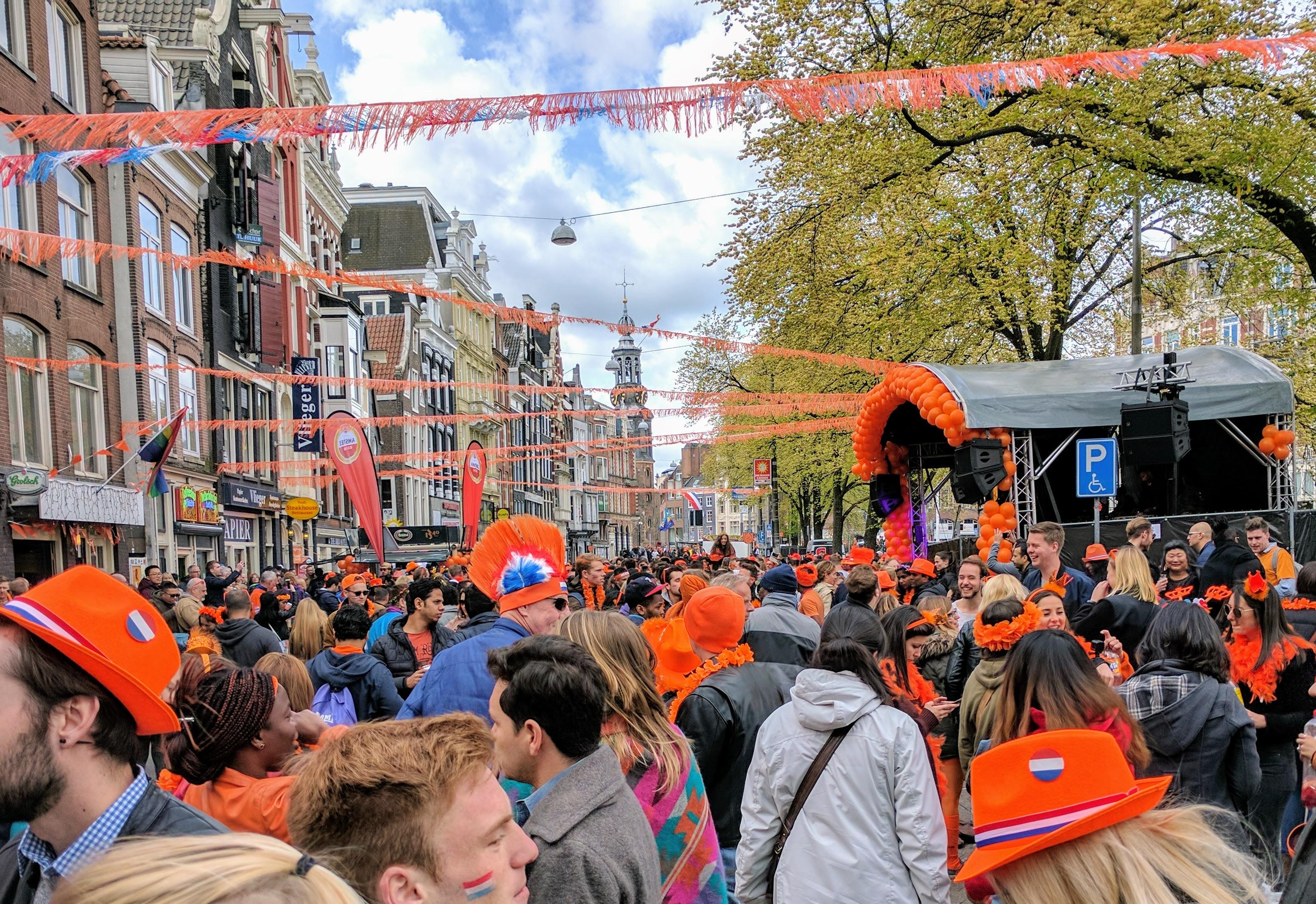
Mensen op de been in Amsterdam, langs de Amstel

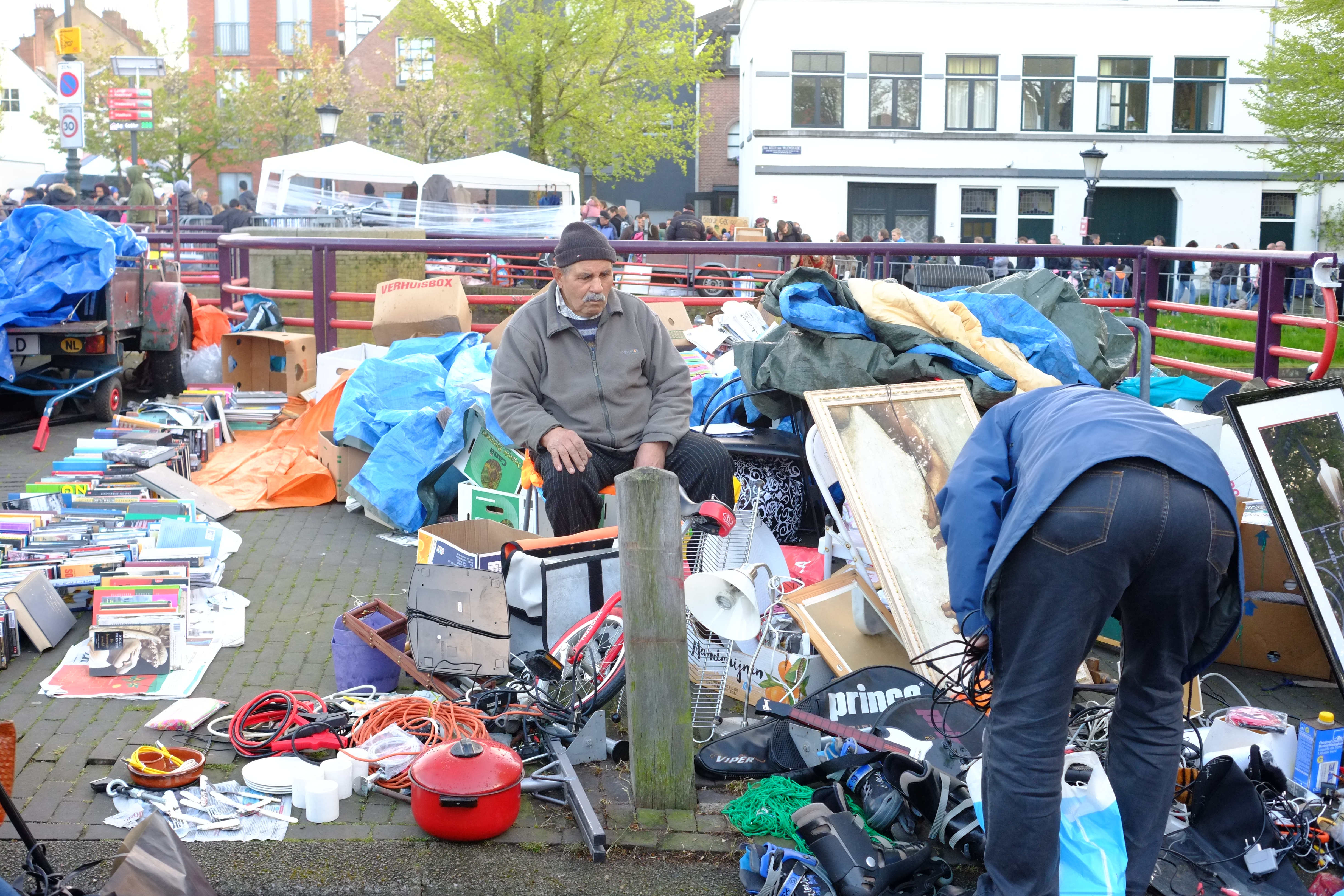
Koningsnacht Utrecht

Koningsdag 2017 (27 april 2017) was in het Koninkrijk der Nederlanden een nationale feestdag waarop koning Willem-Alexander zijn vijftigste verjaardag vierde.

## Bezoeken aan Tilburg

### Koningsdagconcert
Op 3 april 2017 waren koning Willem-Alexander, koningin Máxima en prinses Beatrix aanwezig bij het Koningsdagconcert in Theaters Tilburg. De televisie-uitzending hiervan was 's avonds op 27 april 2017.

### Bezoek aan Tilburg op Koningsdag
Op Koningsdag zelf brachten de koning, koningin Máxima en de prinsessen Amalia, Alexia en Ariane en andere leden van de koninklijke familie, onder wie prins Constantijn en prinses Laurentien een bezoek aan de Brabantse stad Tilburg.
De koninklijke familie reisde op deze dag met de koninklijke trein naar Tilburg.
Daar werd ze ontvangen door burgemeester Peter Noordanus en commissaris van de Koning Wim van de Donk, die de familie begeleidden op een wandeling langs 13 werelden (het getal verwijst naar het telefoonnetnummer 013 van Tilburg). Langs de route werd het koninklijk gezelschap op diverse plaatsen toegezongen, onder andere door de Tilburgse zangers Guus Meeuwis en Gers Pardoel. Er kwamen naar schatting ruim 150.000 bezoekers naar Tilburg om een glimp van de koning te kunnen opvangen.

## Vijftigste verjaardag
Ter gelegenheid van de vijfigste verjaardag van de koning was er in 2017 o.a. een televisie-interview en een diner met 150 gasten uit alle lagen van de bevolking.

### Televisie-interview
Op de avond voorafgaande aan Koningsdag werd ter gelegenheid van de vijftigste verjaardag van de koning een interview op NPO 1 en RTL 4 uitgezonden, waarbij Willem-Alexander met Wilfried de Jong in gesprek ging over zijn persoonlijk leven in de afgelopen halve eeuw. Het gesprek vond plaats in de woning van de koning, Villa Eikenhorst in Wassenaar. Er keken ruim vier miljoen mensen naar het gesprek.

### Diner met 150 gasten en 50-urige openstelling van het Paleis op de Dam
De avond na Koningsdag vond er in het Paleis op de Dam in Amsterdam een jubileumdiner plaats met 150 gasten uit heel Nederland die net als de koning op 27 april jarig zijn en ook een kroonjaar vierden (25, 50, 75 of 100 jaar). Na afloop werd er een groepsportret (niet een 'selfie', maar een usfie) gemaakt met honderden mensen op het Damplein voor het Paleis.
Daarna was het paleis gedurende 50 uur geopend voor bezoekers.

### Privé
Op zaterdag 29 april vierde de koning zijn verjaardag met familie en vrienden op de Maasvlakte en 's avonds in de Koninklijke Stallen achter Paleis Noordeinde in Den Haag.

## Overige festiviteiten
Zoals gebruikelijk op Koningsdag waren er in het gehele koninkrijk festiviteiten. Zo was in Amsterdam veel volk op de been voor de vrijmarkt. In Utrecht begon de vrijmarkt al de avond tevoren.